# چپقلو (رزن)
چپقلو، روستایی است از توابع بخش سردرود شهرستان رزن در استان همدان ایران و در دامنه کوه خرقان قرار دارد.

## جمعیت
این روستا در دهستان سردرود علیا قرار داشته و براساس سرشماری سال ۱۳۹۵جمعیت آن ۳۹۰ نفر (۱۲۶خانوار) بوده‌است.

## اقتصاد
ساکنین این روستا به کشاورزی، باغبانی و دامداری اشتغال دارند.

## دیدنی‌ها
وجود زیارتگاه امامزاده اسماعیل در نزدیکی این روستا باعث گردیده تا مورد توجه دیگر روستاییان منطقه قرار گیرد و در طول تاریخ بزرگان زیادی در این منطقه در کنار این زیاتگاه به خاک سپرده شوند.
وجود چشمه ای در دویست متری زیارتگاه باعث به وجود آمدن طبیعت زیبا و امید بخشی در کنار این امامزاده گردیده‌است.
چشمهٔ علی و آبشار بزرگی که در در یک کیلومتری این زیارتگاه است بسیار زیبا، دلنشین و دیدنی است.
حدود ۲ کیلومتر بالاتر از روستا ایستگاه لرزه‌نگاری CHOP قرار دارد و با توجه به موقعیت مناسب آن اطلاعات بسیار خوبی را به ثبت می‌رساند.

## زبان
زبان اهالی ترکی آذربایجانی است که به زبان‌های ترکی اغوز تعلق دارد.